# أرماندو كوستا
أرماندو كوستا (بالبرتغالية: Armando Costa‏) مواليد 3 يونيو 1983 في لواندا، هو لاعب كرة سلة أنغولي. بدأ مسيرته الاحترافية في سنة 2002. يحمل الرقم 5. مثّل منتخب بلاده. شارك في دورة الألعاب الأولمبية الصيفية سنة 2008. حقق المركز الأول في بطولة أمم أفريقيا لكرة السلة 2007.

## سجل المنافسة
شارك في المنافسات التالية:
- كأس العالم لكرة السلة 2014
- الألعاب الأولمبية الصيفية 2008

## الميداليات
| الميدالية | المسابقة                          |
| --------- | --------------------------------- |
| ذهبية     | بطولة أمم أفريقيا لكرة السلة 2007 |
| ذهبية     | بطولة أمم أفريقيا لكرة السلة 2009 |
| ذهبية     | بطولة أمم أفريقيا لكرة السلة 2013 |
| فضية      | بطولة أمم أفريقيا لكرة السلة 2011 |
| فضية      | بطولة أمم أفريقيا لكرة السلة 2015 |

## وصلات خارجية
- أرماندو كوستا على موقع الاتحاد الدولي لكرة السلة (الإنجليزية)
- أرماندو كوستا على موقع كرة السلة الأوروبية.كوم (الإنجليزية)
- أرماندو كوستا على موقع ريلجم (الإنجليزية)
- أرماندو كوستا على موقع بروبوليرز (الإنجليزية)
- أرماندو كوستا على موقع سبورتس رفرنس (الإنجليزية)
- أرماندو كوستا على موقع أوليمبيديا (الإنجليزية)